# Hiram Gregory Berry

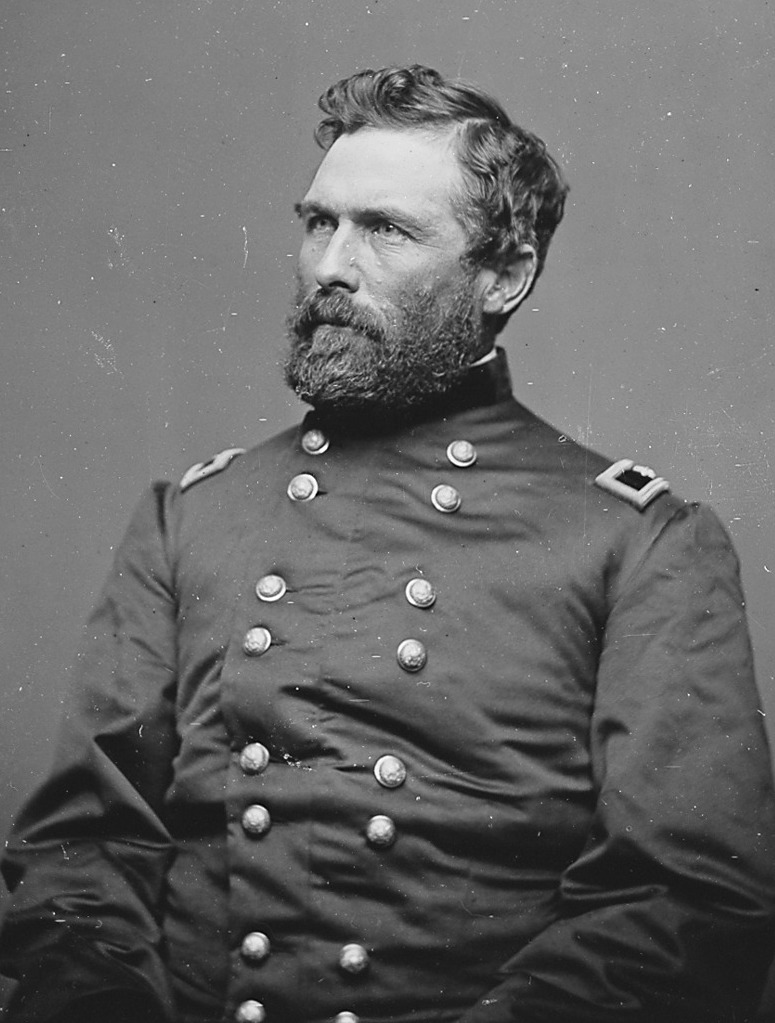
Hiram G. Berry

Hiram Gregory Berry (* 27. August 1824 in Thomaston, Maine; †  3. Mai 1863 in Chancellorsville, Virginia) war während des amerikanischen Bürgerkrieges ein Generalmajor der Army of the Potomac (Union).

## Leben
Hiram G. Berry wurde als viertes Kind von Jeremiah und Frances Gregory Berry auf der Farm seiner Eltern bei Thomaston – seit 1848 auf dem Ortsgebiet von Rockland gelegen – geboren. Er entstammte einer Familie mit einer langen Reihe von Soldaten: Sein Großvater, Thomas Berry, war Offizier im Unabhängigkeitskrieg, während sein Vater als Ordonnanz-Sergeant im Krieg von 1812 diente. Nach Abschluss seines Schullebens erlernte Hiram das Handwerk eines Zimmermanns, dem er mehrere Jahre lang fleißig nachging. 1843 schloss er eine Vereinbarung mit Elijah Walker, um bei Zimmermannsarbeiten zusammenzuarbeiten und die Gewinne zu teilen. Am 21. April 1852 gründete Hiram zusammen mit I.K. Kimball, A.H. Kimball und Joseph C. Libby die Rockland Steam Manufacturing Company, eine Fabrik die Türen, Flügel und Jalousien herstellte. Seine Jugendverlangen nach militärischen Dienst befriedigte er, indem er die „Rockland Guard“ gründete und befehligte, eine freiwillige Miliz, die für ihre Übungen und Disziplin bekannt war. Am 8. Oktober 1853 wurde Berry Direktor der Lime Rock National Bank in Rockland und am 19. Oktober 1857 übernahm er die Präsidentschaft der Bank.
Am 23. März 1845 vermählte sich Hiram G. Berry mit Almira M. Brown, eine Tochter von John Brown, einem angesehenen Bürger von Thomaston, die als eine der vielversprechendsten jungen Damen ihrer Heimatstadt galt. Eine Tochter, Lucy F. Berry segne diese Verbindung und wurde die große Freude ihres Vaters, der sie mit allmöglicher Zuneigung liebte. Hiram Berry arbeite auch für mehrere Amtszeiten in der Legislative des Bundesstaates Maine und wurde auch zum Bürgermeister von Rockland gewählt.
Nachdem im April 1861 der Bürgerkrieg ausgebrochen war, ging Berry nach Augusta und bot dem Gouverneur von Maine seine Dienste an, woraufhin ihm befohlen wurde, das 4th Maine Volunteer Regiment zu rekrutieren. Unterdessen setzte die Öffentlichkeit des Nordens die Unionsarmee unter Druck, der Konföderation ein frühes Ende zu bereiten, indem sie die feindliche Hauptstadt Richmond einnehmen sollte. Unter diesem Druck führte Brigadegeneral Irvin McDowell am 21. Juli seine unerfahrene Unionstruppen über den Bull Run, um sich den ebenso unerfahrenen Konföderierten unter Brigadegeneral Pierre G.T. Beauregard zu stellen. Als das 4th Maine als Vorhut der Division von Oliver Otis Howard am Schlachtort eintraf, wurde es in Reserve gehalten. Colonel Berry erhielt erst um 14 Uhr den Befehl, den Gegner umgehend anzugreifen. Der schnelle Anmarsch im Sturmschritt von mehr als zwei Meilen bei sengender Sonne forderte jedoch seinen Tribut von seinen unerfahrenen Soldaten. Einige fielen in Ohnmacht und blieben liegen. Erst gegen 15 Uhr trafen die Soldaten erschöpft am Schlachtort ein und wurden von allen Seiten angriffen. Sergeant Major Stephen Chapman wurde von einer Gewehrkugel tödlich in der Brust getroffen; Leutnant B.W. Fletcher wurde ein Arm abgeschossen; Leutnant Clark wurde von einer Granate getötet, als er seine Männer anfeuerte und P. Henry Tillson verlor beide Beine durch eine Kanonenkugel und starb sofort.
Über Sergeant Major Chapman schrieb Berry in einem Brief nach Hause: „Der Boden war mit Männern und Pferden bedeckt. Chapman verließ mich nur eine Minute, bevor er erschossen wurde. Er kam wegen Befehle zu meinem Posten. Ich gab sie, er streckte seine Hand aus, wir segneten uns, er warnte mich vor unnötiger Entblößung, und wir sahen uns zum letzten Mal. Unmittelbar nach Wiederantritt seines Postens wurde ihm durch das Herz geschossen.“ In der Zwischenzeit ermutigte und leitete Berry seine Männer weiterhin mit tapferer Umsicht: Als der Fahnenträger erschossen wurde, ergriff Colonel Berry die gefallene Standarte und schwenkte sie durch das Getümmel, was ihn zu einem auffälligen Ziel für den Feind machte. Nachdem sein Pferd erschossen worden war, überwältigte ihn der Anblick der vielen getöteten Männer an seiner Seite. Als die Unionstruppen mit dem Rückzug begannen, gerieten viele in Panik und der Rückzug artete zur Flucht aus. Berry gelang es jedoch, seine verstreute Kompanien in Alexandria zu sammeln. Für seine Aktionen während dieser Schlacht wurde Berry im März 1862 zum Brigadegeneral befördert und bald danach zum Kommandeur der 3. Brigade ernannt, zu der die 2., 3. und 5. Michigan Volunteer Armies sowie das 37. New York Volunteer Infantry Regiment gehörten.
Am 5. Mai 1862, nach dem Rückzug der Konföderierten aus Yorktown, traf Brigadegeneral Joseph Hooker bei Williamsburg auf die Nachhut der Konföderierten. Es kam zur ersten Feldschlacht der Halbinsel-Kampagne. Hookers Angriff traf auf eine nach der anderen vorgeschobenen Brigaden der konföderierter Truppen. Als Berrys Brigade ins Gefecht kam, hatte Hookers Angriffskolonne bereits keine Munition mehr und benutzte für den Nahkampf bereits die Bajonette. Berrys Männer feuerten auf die dich gereihten feindlichen Streitkräfte, wobei sie eine beträchtliche Anzahl von Gefangenen nahmen. Berrys rechtzeitige Ankunft hatte General Hookers Truppen davor bewahrt, überwältigt zu werden. Dafür wurde Berry am 29. November 1862 zum Generalmajor befördert und zum Kommandeur der 2. Division des 3. Corps ernannt.
Am 30. April 1863 trat die Unionsarmee von Generalmajor Hooker gegen die konföderierte Armee von General Robert E. Lee an, die nur halb so groß war wie die eigene. In dieser einwöchigen Schlacht traf Lee die riskante Entscheidung, seine kleinere Armee angesichts der Übermacht zu teilen. Trotz der Einwände seiner Untergebenen zog Hooker seine Männer in die Verteidigungslinien um Chancellorsville zurück und überließ Lee die Initiative. In der Zwischenzeit wurde Berrys Brigade mit 2.500 Mann befohlen, die neue Frontlinie zu stabilisieren, woraufhin er mehrere Kompanien ablöste, die den Gegner zu flankieren suchten. In den nächsten Stunden drängte die Unionsarmee die Konföderierten immer weiter in den Wald zurück, gab es auf beiden Seiten schwere Verluste. Berrys Brigade war bereits so weit vorgestoßen, dass er befürchtete, von den sich ihm entgegenstellenden Infanteriemassen selbst flankiert zu werden. Nachdem er dann feststellen musste, dass der vorgesetzte General der Division den anderen Regimentern befohlen hatte, sich zurückzuziehen, befahl er auch seinen Männern, dasselbe zu tun. Am 3. Mai 1863 überquerte er für ein Gespräch mit General Gershom Mott die Straße und hatte die Stabsoffiziere fast erreicht, als von den Bäumen, in denen ein Scharfschütze aus North Carolina postiert war, das Feuer eröffnete. Eine Kugel streifte Berry am Arm nahe der Schulter, ging unten durch seine Eingeweide durch und blieb in seiner Hüfte stecken. Um 7:26 Uhr ging ein Zittern über seinen Körper und er starb friedlich. Berrys Leichnam wurde über Washington zurück nach Rockland transportiert, Präsident Lincoln schickte einen Kranz, der auf seinen Leichnam gelegt wurde. Bei der Beerdigung auf dem Achorn Cemetery in Rockland stand auf der Grabplatte: Generalmajor Hiram G. Berry, getötet in Chancellorsville, Virginia, 3. Mai 1863. Alter 38 Jahre, 8 Monate, 6 Tage.